# Aethomys ineptus
Aethomys ineptus is een knaagdier uit het geslacht Aethomys dat voorkomt in het noordoosten van Zuid-Afrika en Zuid-Mozambique. Ook exemplaren uit Botswana, Namibië en Zimbabwe zijn als A. ineptus geïdentificeerd, maar dat kan niet worden bevestigd. Deze soort wordt meestal in A. chrysophilus geplaatst, maar verschilt daarvan in het karyotype (2n=44, tegen 2n=50 bij A. chrysophilus), de vorm van het baculum en van spermacellen, en enkele biochemische en genetische kenmerken. Deze dieren leven in gras- en struikgebieden. Soms gaan ze gebouwen binnen.
De rugvacht is variabel van kleur, maar meestal roodbruin. De onderkant is lichtgrijs. De staart is vrij dik. De totale lengte bedraagt 21 tot 34,5 cm, de staartlengte 10 tot 19 cm en het gewicht 26 tot 125 gram. Vrouwtjes hebben 1+2=6 mammae.
Er worden het hele jaar door jongen geboren in nesten van zes of minder. Het dier is 's nachts actief en kan zowel solitair als in paren of familiegroepen leven. Het graaft holen.